# 3 Ursae Minoris
Désignations
3 Ursae Minoris (en abrégé 3 UMi) est une étoile de la constellation circumpolaire boréale de la Petite Ourse. D'une magnitude apparente de 6,44, elle est à la limite de la visibilité à l’œil nu. Elle est distante de ∼ 423 a.l. (∼ 130 pc) de la Terre et elle se rapproche quelque peu du Soleil avec une vitesse radiale de −3,8 km/s.
3 Ursae Minoris est une étoile blanche de la séquence principale ordinaire de type spectral A7V. Sa masse vaut 2,3 fois celle du Soleil et elle tourne sur elle-même à une vitesse de rotation projetée de 68 km/s. Son spectre montre une abondance en fer supérieure à celle du Soleil, avec un indice de métallicité [Fe/H] qui vaut 0,13. L'étoile est environ 43 fois plus lumineuse que le Soleil et sa température de surface est de 8 091 K.